# ㅣ
ㅣ – samogłoska należąca do grupy pisma hangul, do oznaczenia samogłoski przymkniętej przedniej niezaokrąglonej [i]. Według transkrypcji McCune’a-Reischauera samogłoska brzmi "i".
ㅡ jest według Koreańskich Zasad Pisowni (Hunminjeongeum) dwudziestą czwartą literą alfabetu koreańskiego i dziesiątą, i zarazem ostatnią, samogłoską.
Samogłoska współtworzy ㅛ, ㅑ, ㅠ, ㅕ.

## Pismo

Kolejność stawiania kresek